# Protea scabriuscula
Protea scabriuscula (лат.) — кустарник, вид рода Протея (Protea) семейства Протейные (Proteaceae), эндемик юго-западной части Капской области Южной Африки.

## Таксономия
Впервые вид был описан Эдвином Перси Филлипсом в 1910 году.

## Описание
Protea scabriuscula — кустарник, который может достигать 50 см в высоту. Листья узкие, размером от 0,5 до 2 см в ширину. Цветочная головка — до 6 см в поперечнике. Плотные стебли образуют круглый подушкообразный куст.

Protea scabriuscula
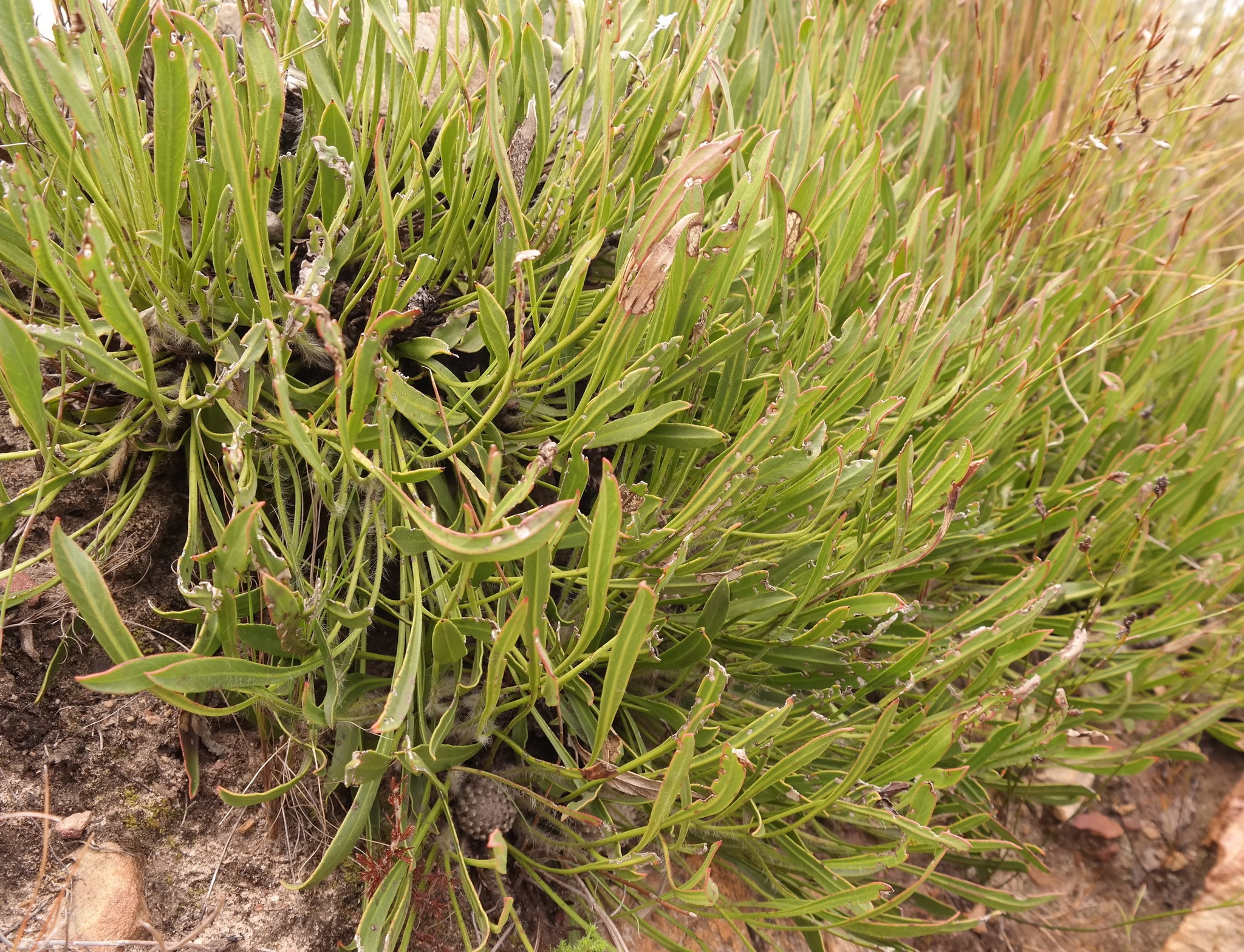
Общий вид
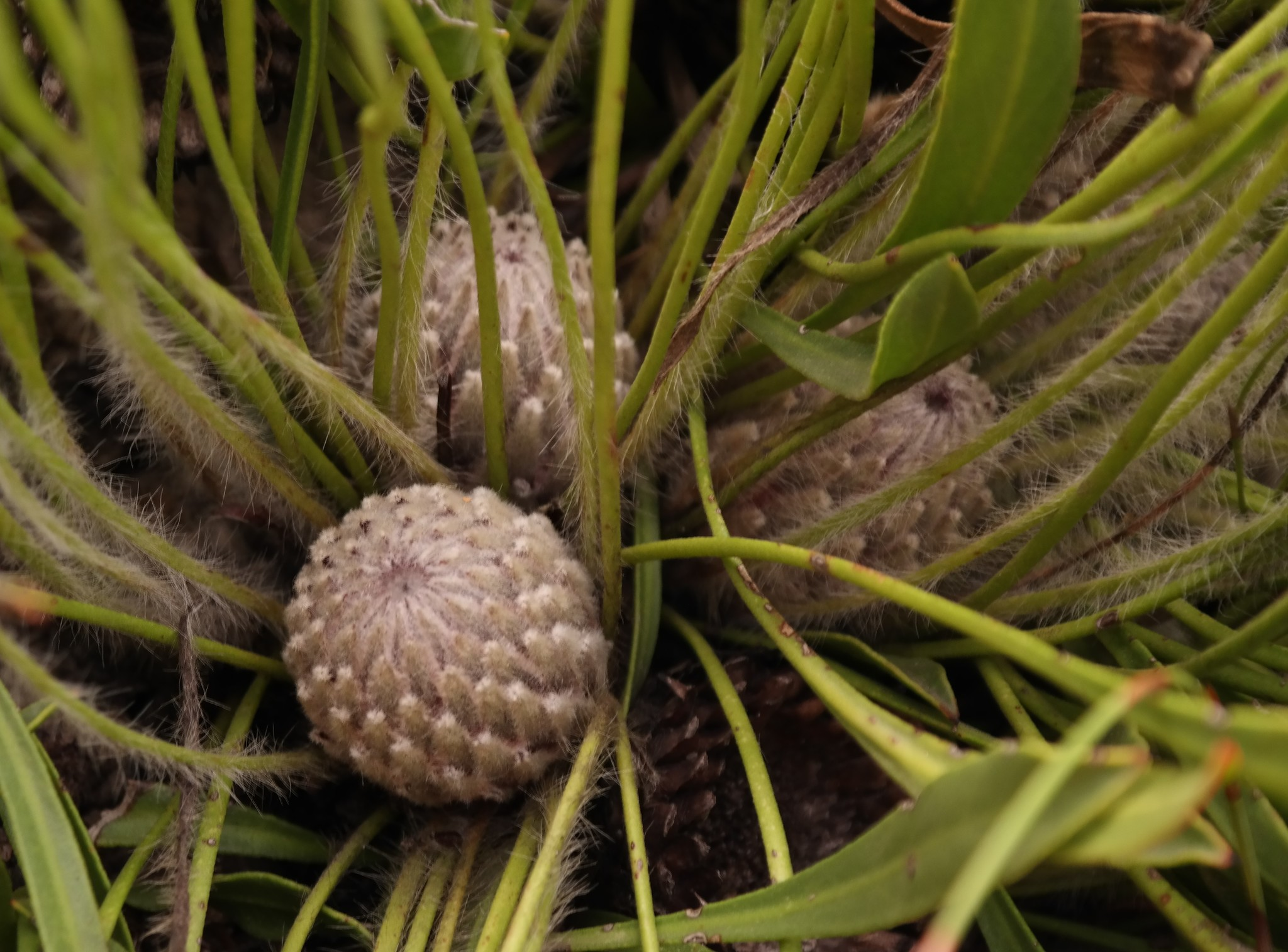
Бутон

## Распространение и местообитание
Protea scabriuscula — эндемик Западно-Капской провинции в Южной Африке. Ареал вида ограничен несколькими локализованными районами в этой провинции. В частности, растение наблюдалось только на высоком Матроосберге в горах Хекс-Ривер и на вершинах гор Куэ-Боккевельд. Растёт в финбошах. Обычно встречается на песчаниковых почвах, хотя иногда и на почвах на основе кварцита.

## Охранный статус
В 2019 году Южноафриканский национальный институт биоразнообразия считал популяцию P. scabriuscula стабильной. В 2009 году оценил статус сохранения как «вызывающий наименьшие опасения», а затем снова в 2019 году.